# Paradoxe du jeune Soleil faible
Le paradoxe du jeune Soleil faible désigne la contradiction apparente entre l'observation d'eau liquide tôt dans l'histoire de la Terre et les estimations astrophysiques suggérant que le Soleil ne brillait, au début de la création du Système solaire, qu'à 70 % de son intensité actuelle, n'augmentant que d'environ 7 % par milliard d'années. Le problème a été soulevé par les astronomes Carl Sagan et George Mullen en 1972. Pour résoudre ce paradoxe, il est habituellement invoqué un réchauffement par effet de serre, des influences astrophysiques ou une combinaison des deux.
La question non résolue est de savoir comment un climat propice à la vie, nécessitant a priori de l'eau à l'état liquide, a été maintenu sur la Terre pendant un temps prolongé en dépit des variations d’énergie solaire et des conditions terrestres.

## Rayonnement solaire primitif et effet sur la Terre
Au début de l'histoire de la Terre, le Soleil avait une luminosité plus faible, représentant seulement 70 % de son intensité actuelle. En effet, selon le modèle solaire standard, les étoiles semblables au Soleil s'illuminent progressivement tout au long de la période de leur séquence principale, en raison de la contraction du noyau stellaire causée par la fusion.
Dans les conditions environnementales existantes à cette époque, ce rayonnement solaire aurait donc été insuffisant pour maintenir un océan liquide. Car avec la luminosité solaire d'il y a 4 milliards d'années, telle qu'estimée à ce jour, et les concentrations de gaz à effet de serre similaires à celles observées actuellement sur Terre, toute eau liquide exposée à la surface aurait gelé. Or les astronomes Carl Sagan et George Mullen soulignent en 1972 que cette supposition va à l'encontre des données géologiques et paléontologiques, qui indiquent la présence d'eau liquide, puisque l'histoire géologique de la Terre indique en permanence une surface relativement chaude dans le registre de température complet de la Terre, à l'exception d'une période glaciaire, la glaciation huronienne, il y a environ 2,4 à 2,1 milliards d'années. Des sédiments déposés par l'eau ont ainsi été trouvés datant au plus tôt d'il y a 3,8 milliards d'années, et des traces de formes de vie primitives ont été trouvées dans des strates vieilles de 3,5 milliards d'années, dont les proportions en isotopes du carbone sont tout à fait conformes à ce qui se trouve aujourd'hui.

## Hypothèses principales envisagées

### Hypothèse de l'effet de serre
Lors de sa formation, l'atmosphère terrestre pourrait avoir contenu plus de gaz à effet de serre qu'aujourd'hui ce qui aurait compensé la faible activité du Soleil et permis la présence d’eau liquide et l'apparition de la vie. Ainsi pour contrecarrer ce manque d'énergie de la jeune étoile, les concentrations de dioxyde de carbone devraient avoir été 1 000 fois plus élevées qu'aujourd'hui, avec une pression partielle au moins autour de 39 kPa (0,39 bar).
En 2020, une étude passe en revue le problème à la lumière des contraintes géologiques et géochimiques les plus récentes sur l'atmosphère de la Terre primitive, des modèles climatiques mondiaux à trois dimensions et des modèles du cycle du carbone. Elle conclut qu'une concentration élevée en CO2 est bien la bonne explication, et que le problème du jeune Soleil faible est essentiellement résolu, pour ce qui concerne la Terre. Des contraintes supplémentaires sur l'atmosphère archéenne et des modèles 3D entièrement couplés atmosphère-océan restent cependant nécessaires pour valider cette conclusion.

#### Diazote
Une forte pression partielle de diazote aurait pu augmenter l'effet de serre,, mais l' « analyse d’isotopes d'azote et d'argon trouvés dans les inclusions fluides piégés dans des cristaux de quartz hydrothermal datant de 3,0 à 3,5 milliards d'années » en 2013 a permis de conclure que « le diazote n'avait vraisemblablement pas joué un rôle significatif dans l'effet de serre de l'ancienne Terre. La pression partielle du CO2 archéen était par contre probablement juste inférieure à 0,7 bar ». Burgess, l'un des auteurs, indique que « la quantité d'azote dans l'atmosphère était trop faible pour accentuer l'effet de serre du dioxyde de carbone et entraîner un réchauffement de la planète. Cependant, nos résultats montrent que la quantité de dioxyde de carbone dans l'atmosphère, à l'inverse des estimations basées sur des sols fossiles, pourrait avoir été assez élevée pour contrer les effets du faible Soleil ». Ces résultats nécessitent cependant d'être confirmés,.

#### Volcanisme
Les volcans sont la source principale de CO2 atmosphérique à l'échelle géologique.
Certes cette injection de gaz carbonique dans l'atmosphère est normalement contrecarrée par différents mécanismes chimiques, tels que la photosynthèse ou l'érosion des roches silicatées telles que les plagioclases, mais ces deux mécanismes n'étaient pas actifs lors de l'Hadéen, en effet :
- la photosynthèse bactérienne permet, au phanérozoïque actuel, de convertir de grandes quantités de gaz CO2 en carbone organique et en oxygène gazeux, mais il y a 3,5 milliards d'années une telle photosynthèse n'existait pas encore sur Terre.
- l'érosion des roches silicatées constitue le plus important puits de CO2 (processus chimique qui permet d'éliminer les plus grandes quantités de CO2 de l'atmosphère), mais la jeune Terre étant à l'Hadéen une planète-océan, il n'y avait pas encore de continents (les continents n'étant apparus qu'il y a environ 3 milliards d'années, ce qui coïncide justement avec une diminution des concentrations de CO2) et donc pas d'érosion des roches silicatées : en effet les gouttes de pluie chargées de CO2 ne peuvent éroder les silicates qu'en les atteignant au sol. Considérons par exemple l'altération de l'anorthite (silicate calcique) :

CaAl2Si2O8 + 3 H2O + 2 CO2  {\displaystyle \rightleftharpoons }  Al2Si2O5(OH)4 (kaolinite) + Ca2+ + 2 HCO3−.
Deux moles de CO2 sont consommées pour altérer une mole d'anorthite. Lorsque HCO3− arrive en mer par dérive des plaques tectoniques, il se produit une précipitation de calcite CaCO3 suivant la réaction :
Ca2+ + 2 HCO3−  {\displaystyle \rightleftharpoons }  CO2 + H2O + CaCO3.
Cette réaction libère ainsi une mole de CO2 mais fixe la mole restante.
Il n'y avait donc pas de processus actifs identifiables à l'Hadéen permettant de réduire les concentrations de CO2 atmosphériques générées. De grandes quantités de CO2 pouvaient donc s’accumuler dans l'atmosphère et produire ainsi un puissant effet de serre.

#### Méthane et ammoniac
D’autres gaz pourraient avoir contribué à l'effet de serre de la jeune Terre. Le méthane, un gaz à effet de serre très actif qui réagit avec l'oxygène pour produire du dioxyde de carbone et la vapeur d'eau, pourrait avoir été plus répandu qu’aujourd’hui, avec des concentrations de l’ordre de 100 parties par million en volume. Or en l’absence d’oxygène, quasi absent dans l'atmosphère à l'Hadéen, le méthane est plus stable (actuellement la durée de vie du méthane dans l'atmosphère est d'environ 10 ans). La source du méthane pourrait avoir été les archaeas mais avant l'apparition de la vie il ne semble pas exister de sources évidentes pour la présence éventuelle de méthane,.
L'ammoniac a également été proposé par Carl Sagan mais l'ammoniac comme le méthane sont des gaz fragiles qui sont dégradés par les ultraviolets du rayonnement solaire. Ces gaz ne peuvent donc pas avoir joué un rôle majeur sans source importante. L'ammoniac est donc disqualifié.

#### Sulfures
Basé sur une étude des isotopes géologiques du soufre, un groupe de scientifiques comprenant Yuichiro Ueno de l'université de Tokyo a proposé en 2009 que le sulfure de carbonyle (OCS) fût présent dans l'atmosphère archéenne. Le sulfure de carbonyle est un gaz à effet de serre efficace et les scientifiques estiment que l'effet de serre additionnel aurait été suffisant pour empêcher la Terre de geler.

### Chaleur radiogénique

La chaleur radiogénique issue de la désintégration de 4 isotopes affectant la chaleur interne de la Terre au fil du temps. Dans le passé, la contribution du ^{40}K et ^{235}U était beaucoup plus élevée et la production globale de chaleur radiogénique était donc plus élevée.

Une seconde piste d'explication réside dans la chaleur radiogénique sur la jeune Terre :
Dans le passé, la libération de l'énergie géothermique issue de la chaleur de désintégration émis par des isotopes du potassium 40, d'uranium 235 et d'uranium 238 était considérablement supérieure à ce qu'elle est aujourd'hui. La figure de droite montre que le rapport isotopique entre U238 et U235 était également considérablement différent de ce qu'il est aujourd'hui. Ce rapport est équivalent à celui de l'uranium faiblement enrichi moderne. Par conséquent, le minerai d'uranium naturel sur la jeune Terre aurait été capable de former des réacteurs de fission nucléaire naturels avec de l’eau légère commune pour modérateur. Toute tentative d'explication du paradoxe du jeune Soleil doit donc tenir compte des contributions radiogéniques, à la fois de la chaleur de désintégration naturelle et de l’existence potentielle de réacteurs de fission nucléaire naturels.

### Effets de marée
La Lune était beaucoup plus proche de la Terre lors de sa genèse il y a quelques milliards d'années. Cette proximité a vraisemblablement produit des effets de marée importants qui pourraient avoir augmenté la chaleur interne de la Terre et contribué à son réchauffement.

## Explications alternatives

Changement climatique du Phanérozoïque.

### Rayons cosmiques
Une explication alternative soutenue par une minorité de scientifiques et proposée par le physicien américano-israélien Nir Shaviv s'intéresse aux influences climatologiques du vent solaire. Cette hypothèse s'appuie sur les travaux du physicien danois Henrik Svensmark sur les effets de refroidissement des rayons cosmiques. Selon Shaviv, le jeune Soleil émettait un vent solaire plus intense qui pourrait avoir eu un effet protecteur contre les rayons cosmiques et donc une réduction de leurs effets refroidissant sur la Terre. Durant cet âge précoce, un effet de serre modéré, comparable à celui que l'on connaît aujourd'hui, aurait été suffisant pour expliquer une Terre vierge de glace d'après Nir Shaviv. La preuve de vents solaires plus soutenus aurait été trouvée dans des météorites.
La température minimale atteinte il y 2,4 milliards d'années semble corrélée avec un flux de rayons cosmiques plus intense lié à un taux de formation d'étoiles plus élevé dans la Voie lactée. La réduction d'intensité des vents solaires ultérieure aurait entraîné un impact plus fort du flux de rayons cosmiques (CRF), supposé conduire à des variations climatiques.

### Perte de masse solaire
Un modèle alternatif d'évolution solaire pourrait résoudre différemment le paradoxe du jeune Soleil faible. D'après ce modèle, le jeune Soleil aurait subi une période de production prolongée de vents solaires plus intenses, ce qui aurait entraîné une perte de masse du Soleil de l'ordre de 5 à 10 %. Or une masse plus importante du Soleil à l’origine aurait assuré une production d'énergie proportionnellement plus élevée, et donc des niveaux plus cohérents de luminosité solaire.
Cependant pour expliquer les conditions chaudes durant tout l'éon archéen, cette perte de masse doit d'être étalé sur un intervalle d'environ un milliard d'années. Or les traces d'implantation ionique dans les météorites et les échantillons lunaires montrent qu'un taux élevé de vent solaire n'a duré que pendant une période de 0,1 milliard d'années. De plus, des observations de la jeune étoile similaire au Soleil π1 Ursae Majoris, ont montré le même taux de déclin de production de vent stellaire (~ 0,1 milliard d'années), ce qui soutient que le Soleil ne peut avoir perdu autant de masse que nécessaire pour résoudre le paradoxe.

### Albédo de surface inférieur
L'examen des sédiments archéens apparaît incompatible avec l'hypothèse de fortes concentrations de gaz à effet de serre. Au lieu de cela, la plage de températures modérées pourrait être expliquée par un albédo de surface inférieur provoqué par une surface continentale absente ou moindre et le « manque de noyaux de condensation de nuages induits biologiquement ». Ces phénomènes auraient entraîné une augmentation de l'absorption de l'énergie solaire, compensant ainsi la production solaire inférieure.